# 施泰因 (阿爾高州)
施泰因（德語：Stein，發音：[ʃtaɪn] ⓘ）是瑞士阿尔高州的市镇，面积2.81平方千米，2018年12月31日人口为3,198人。